# Amor I Love You
"Amor I Love You" é um single da cantora brasileira Marisa Monte, que faz parte do terceiro álbum de estúdio, Memórias, Crônicas e Declarações de Amor. A canção foi lançada como primeiro e único single do álbum, chegando à primeira posição no Brasil, ocupando a vice-liderança das canções mais tocadas de 2000.  "Amor I Love You" foi composta em parceria com Carlinhos Brown; a parte recitada por Arnaldo Antunes  é um trecho do livro O Primo Basílio de Eça de Queirós.
"Amor I Love You" ganhou um prêmio no Video Music Brasil na categoria de "Melhor videoclipe de MPB" e recebeu uma indicação ao Grammy Latino, na categoria Melhor Canção Brasileira. A canção foi tema da novela Laços de Família, sendo tema de Cintia e Pedro.
A canção integrou o repertório da primeira turnê mundial dos Tribalistas, a Tribalistas Tour 2018/2019.

## Clipe musical
O video-clipe da música foi incluído no DVD Memórias, Crônicas e Declarações de Amor e mostra imagens de um casal em tempos passados, provavelmente no Século XIX.

## Desempenho nas paradas
| Paradas (2000)   | Melhor posição |
| ---------------- | -------------- |
| Brasil - Top 100 | 1              |

## Versão de Daniel
"Amor I Love You" é uma canção gravada pelo cantor sertanejo romântico brasileiro Daniel, lançada em 2015 como sétima faixa do álbum In Concert em Brotas, e também já havia gravado em um pot-pourri em seu álbum 20 Anos de Carreira - Ao Vivo. Regravação do hit de grande sucesso de Marisa Monte, a faixa trouxe a participação do músico baiano e ex-colega do cantor no time de jurados do programa The Voice Brasil da Rede Globo, Carlinhos Brown, que compôs o single com a cantora.

## Prêmios e indicações
| Ano  | Prêmio                 | Versão       | Categoria                     | Resultado | Ref.   |
| ---- | ---------------------- | ------------ | ----------------------------- | --------- | ------ |
| 2000 | MTV Video Music Brasil | Marisa Monte | Videoclipe do Ano             | Indicado  | [ 5 ]  |
| 2000 | MTV Video Music Brasil | Marisa Monte | Videoclipe de MPB             | Venceu    | [ 5 ]  |
| 2000 | MTV Video Music Brasil | Marisa Monte | Direção em Videoclipe         | Indicado  | [ 5 ]  |
| 2000 | MTV Video Music Brasil | Marisa Monte | Direção de Arte em Videoclipe | Indicado  | [ 5 ]  |
| 2000 | MTV Video Music Brasil | Marisa Monte | Fotografia em Videoclipe      | Indicado  | [ 5 ]  |
| 2001 | Grammy Latino          | Marisa Monte | Melhor Canção Brasileira      | Indicado  | [ 4 ]  |
| 2001 | Prêmio Multishow       | Marisa Monte | Melhor Clipe                  | Indicado  | .      |
| 2001 | Prêmio Multishow       | Marisa Monte | Melhor Música                 | Indicado  | .      |
| 2001 | Troféu Imprensa        | Marisa Monte | Melhor Música                 | Indicado  | [ 10 ] |